# سفارت روسیه در لوکزامبورگ
سفارت روسیه در لوکزامبورگ (به لاتین: Embassy of Russia) یک سفارت در لوکزامبورگ است که در لوکزامبورگ (شهر) واقع شده‌است.